# (18322) Korokan
(18322) Korokan est un astéroïde de la ceinture principale.

## Description
(18322) Korokan est un astéroïde de la ceinture principale. Il fut découvert le 14 novembre 1982 à Kiso par Hiroki Kosai et Kiichiro Hurukawa. Il présente une orbite caractérisée par un demi-grand axe de 2,71 UA, une excentricité de 0,16 et une inclinaison de 5,3° par rapport à l'écliptique.